# Ninetis namibiae
Ninetis namibiae là một loài nhện trong họ Pholcidae. Loài này được phát hiện ở Namibië.